# !ly
!ly  è un singolo del rapper italiano Thasup, pubblicato il 30 settembre 2022 come quarto estratto dal secondo album in studio Carattere speciale.

## Descrizione
Acronimo di I Love You, si tratta della terza traccia del disco e ha visto la partecipazione vocale di Coez.

## Classifiche
| Classifica (2022) | Posizione massima |
| ----------------- | ----------------- |
| Italia            | 5                 |